# Chrysopodes pulchellus
Chrysopodes pulchellus är en insektsart som först beskrevs av Banks 1910.  Chrysopodes pulchellus ingår i släktet Chrysopodes och familjen guldögonsländor. Inga underarter finns listade i Catalogue of Life.